# میگل آنخل کلمنته سولانو
میگل آنخل کلمنته سولانو (اسپانیایی: Miguel Ángel Clemente Solano‎؛ زادهٔ ۱۹ دسامبر ۱۹۶۹) دوچرخه‌سوار اهل اسپانیا است.